# Samir (football, 1981)
Pour les articles homonymes, voir Samir.
Samir Lima de Araújo, plus communément appelé Samir, est un footballeur brésilien né le 25 octobre 1981 à Tuiuti. Il est attaquant.

## Biographie
Samir commence sa carrière au CA Bragantino. Il joue ensuite à l'Esporte Clube Vitória et au SC Corinthians.
En 2005, il s'expatrie en Chine en signant un contrat avec le club du Guangzhou Evergrande. Il retourne dans son pays natal en 2006, en s'engageant avec le Figueirense Futebol Clube. Il retourne en Chine la saison suivante, en rejoignant l'équipe du Beijing Hongdeng.
En 2008, il rentre au Brésil, et signe un contrat avec le club de Guarani. Il joue ensuite à Rio Preto puis au Clube do Remo. Puis en 2011, il signe à Campinense.
En 2012, Samir rejoint le Japon en s'engageant avec l'équipe de l'Avispa Fukuoka. Le club évolue en J-League 2.